# Русло, Филипп
Филипп Русло́ (фр. Philippe Rousselot; род. 4 сентября 1945, Брие, департамент Мёрт и Мозель) — французский кинооператор, лауреат премий «Оскар», BAFTA и трёх премий «Сезар».

## Биография
Закончил Национальную киношколу Луи Люмьера (1966). Работал ассистентом у Нестора Альмендроса. Дебютировал как оператор в 1970 году, снял несколько короткометражных и документальных лент. Позднее работал с крупными режиссёрами Франции, Великобритании, США. Пробовал себя в режиссуре: в 1997 году выпустил собственный фильм «Поцелуй змея».

## Избранная фильмография
- 1978: La Vie de Jean-Jacques Rousseau (Клод Горетта)
- 1979: La Drôlesse (Жак Дуайон)
- 1980: La Provinciale (Клод Горетта)
- 1981: Diva (Жан-Жак Бенекс, премия Сезар, премия Национального общества кинокритиков США)
- 1983: Луна в сточной канаве — La Lune dans le caniveau (Жан-Жак Бенекс, номинация на премию «Сезар»)
- 1985: Изумрудный лес — The Emerald Forest (Джон Бурмен, номинация на премию BAFTA)
- 1986: Тереза — Thérèse (Ален Кавалье, премия Сезар)
- 1987: Надежда и слава — Hope and Glory (Джон Бурман, номинация на Оскар, номинация на премию BAFTA, премия Британского общества кинематографистов, премия Национального общества кинокритиков США)
- 1988: Медведь — L’Ours (Жан-Жак Анно, номинация на премию Сезар)
- 1988: Опасные связи — Dangerous Liaisons (Стивен Фрирз, номинация на премию BAFTA)
- 1989: Слишком красива для тебя — Trop belle pour toi (Бертран Блие, номинация на премию Сезар)
- 1989: Мы — не ангелы — We’re No Angels (Нил Джордан)
- 1990: Генри и Джун — Henry & June (Филип Кауфман, номинация на премию Оскар)
- 1991: Спасибо, жизнь — Merci la vie (Бертран Блие)
- 1991: Чудо — The Miracle (Нил Джордан)
- 1992: Там, где течёт река — A River Runs Through It (Роберт Редфорд, премия Оскар)
- 1993: Соммерсби — Sommersby (Джон Эмиел)
- 1993: Flesh and Bone (Стив Клоувз)
- 1994: Королева Марго — La Reine Margot (Патрис Шеро, премия Сезар)
- 1994: Интервью с вампиром: Хроника жизни вампира — Interview with the Vampire: The Vampire Chronicles (Нил Джордан, премия BAFTA, премия Британского общества кинематографистов)
- 1996: Мэри Рейлли — Mary Reilly (Стивен Фрирз)
- 1996: Народ против Ларри Флинта — The People vs. Larry Flynt (Милош Форман)
- 1997: Поцелуй змея — The Serpent’s Kiss (Филипп Руссело, номинация на Золотую пальмовую ветвь Каннского МКФ)
- 1999: Паутина лжи — Random Hearts (Сидни Поллак)
- 1999: Инстинкт — Instinct (Джон Тёртелтауб)
- 2000: Вспоминая титанов — Remember the Titans (Боаз Якин)
- 2001: Портной из Панамы — The Tailor of Panama (Джон Бурмен)
- 2001: Планета обезьян — Planet of the Apes (Тим Бёртон)
- 2002: История Антуана Фишера — Antwone Fisher (Дензел Вашингтон)
- 2003: Крупная рыба — Big Fish (Тим Бёртон)
- 2005: Чарли и шоколадная фабрика — Charlie and the Chocolate Factory (Тим Бёртон)
- 2005: Константин: Повелитель тьмы — Constantine (Фрэнсис Лоуренс)
- 2007: Отважная — The Brave One (Нил Джордан)
- 2007: Львы для ягнят — Lions for Lambs (Роберт Редфорд)
- 2007: Большие спорщики — The Great Debaters (Дензел Вашингтон)
- 2008: Шерлок Холмс — Sherlock Holmes (Гай Ричи)
- 2010: Пикок — Peacock (Майкл Ландер)
- 2011: Ларри Краун — Larry Crowne (Том Хэнкс)
- 2011: Шерлок Холмс: Игра теней — Sherlock Holmes: A Game of Shadows (Гай Ричи)
- 2013: Прекрасные создания — Beautiful Creatures (Ричард Лагравенезе)
- 2016: Славные парни — The Nice Guys (Шейн Блэк)
- 2016: Фантастические твари и где они обитают — Fantastic Beasts and Where to Find Them (Дэвид Йейтс)
- 2018: Фантастические твари: Преступления Грин-де-Вальда — Fantastic Beasts: The Crimes of Grindelwald (Дэвид Йейтс)

## Признание
Один из наиболее признанных и востребованных французских кинооператоров, номинант и лауреат многих крупнейших премий во Франции и за рубежом.